# Tapie
Tapie (även benämnd Class Act) är en fransk historisk och biografisk dramaserie från 2023 som hade premiär på strömningstjänsten Netflix den 13 september 2023. Serien är skapad av Olivier Demangel och Tristan Séguéla som även skrivit seriens manus. För regin har Tristan Séguéla svarat. Första säsongen består av sju avsnitt.

## Handling
Serien kretsar kring den franska affärsmannen och politikern Bernard Tapie och hans resa från en ambitiös ung man från arbetarklassen till att bli en av Frankrikes mest kontroversiella personer.

## Rollista i urval
- Laurent Lafitte - Bernard Tapie
- Joséphine Japy - Dominique Tapie
- Ivan Murphy - Tom
- Fabrice Luchini
- Tania Tsikounas
- Camille Chamoux